# 原田由美子
原田 由美子（はらだ ゆみこ、1984年7月19日 - ）は、かつてアーティストハウス・ピラミッドに所属していた日本の元グラビアアイドル。
神奈川県出身。身長：156cm。血液型：A型。
2001年4月にスカウトされタレントデビュー。2002年にはMEGUMI、伊織らと共にテレ朝エンジェルアイに選出し注目を集めるが、2003年頃に事務所を退所し芸能界を引退している。

## 人物
- 趣味は音楽鑑賞、特技は書道（5段）。

## リリース作品

### 写真集
- Straight（コンパス・2001年11月）
- Yummy （アクアハウス・2002年7月26日）

### ビデオ・DVD
- sphere （ベガファクトリー・2001年12月25日）
- テレ朝エンジェルアイ2002・ワクワク・ドキドキ宣言! 原田由美子（エイベックス・2002年7月3日）

## 出演
- ASIAN美少女FILE・アイドルパーティー（USENブロードネットワークス）
- KBCラジオ・チャリティー・ミュージックソン（2002年12月24 - 25日、KBCラジオ）